# デヴォン・マーレイ
デヴォン・マイケル・マーレイ（Devon Michael Murray, 1988年10月28日 - ）は、アイルランド出身の俳優。『ハリー・ポッター』シリーズでシェーマス・フィネガン役を演じた。身長160cm。愛称はボン（Von）。

## 略歴・人物
6歳の時に両親の勧めで演技の世界へ進む。
Billie Barry acting school、The National Performing Arts Stage Schoolで演技、ダンス、歌を勉強し、映画の他にも舞台、CM等にも出演している。ハリー・ポッターシリーズに出演したことについて、「シェーマス役を演じたこと、素晴らしい俳優や監督と出会えたことは本当に楽しい事だ」とコメントしている。
乗馬が大好きで馬を飼っている。

## 出演作品

### 映画
- フィオナが恋していた頃 This Is My Father (1998)
- アンジェラの灰 Angela's Ashes (1999)
- ハリー・ポッターと賢者の石 Harry Potter and the Philosopher's Stone (2001)
- ハリー・ポッターと秘密の部屋 Harry Potter and the Chamber of Secrets (2002)
- ハリー・ポッターとアズカバンの囚人 Harry Potter and the Prisoner of Azkaban (2004)
- ハリー・ポッターと炎のゴブレット Harry Potter and the Goblet of Fire (2005)
- ハリー・ポッターと不死鳥の騎士団 Harry Potter and the Order of the Phoenix (2007)
- ハリー・ポッターと謎のプリンス Harry Potter and the Half-Blood Prince (2009)
- ハリー・ポッターと死の秘宝 PART1 Harry Potter and the Deathly Hallows: Part I (2010)
- ハリー・ポッターと死の秘宝 PART2 Harry Potter and the Deathly Hallows: Part II (2011)

### テレビ
- Yesterday's Children (2000)